# Риба (телесериал)
Риба (англ. Reba) — американский комедийный телесериал со звездой кантри Рибой Макинтайр в главной роли, который выходил в течение шести сезонов, с 2001 по 2007 год.

## Сюжет
Главная героиня Риба, мать-одиночка из Хьюстона, штат Техас, узнает, что её муж-стоматолог женился на своей молодой ассистентке, и она беременна.

## История показа
В течение первых пяти сезонов шоу успешно выходило на телеканале The WB, который в начале 2006 года прекратил своё существование. Планировалось что и сериал будет завершен вместе с закрытием канала, но из-за контрактных обязательств на сумму 20 миллионов долларов перед синдикацией шоу было продлено на финальный шестой сезон весной 2006 года. Финальный сезон выходил на только что образовавшемся из-за слияния «The WB» «UPN» канале CW, где Риба стала самым рейтинговым сериалом, обходя драмы «Сверхъестественное», «Холм одного дерева» и «Вероника Марс». Заключительный эпизод вышел в эфир 18 февраля 2007 года.

## В ролях
- Риба Макинтайр
- Кристофер Рич
- Джоанна Гарсия
- Стив Хоуи
- Скарлетт Померс
- Митч Хоуллман
- Мелисса Питерман

## Синдикация и международный показ
Все 125 эпизодов шоу в настоящее время выходят в синдикации на телеканалах «Lifetime», «CMT» и «WPCH-TV». Шоу также имело международный успех выходя в более чем 30-ти странах по всему миру.